# Paul Allender
Paul Damien Allender (født 19. november 1970) er guitarist i det britiske heavy metal-band Cradle of Filth.